# Wohn- und Wirtschaftsgebäude Zum Brook 10b
Das Wohn- und Wirtschaftsgebäude Zum Brook 10b in Syke – Ortsteil Barrien stammt vermutlich aus dem frühen 19. Jahrhundert. 
Das Gebäude steht unter Denkmalschutz.

## Geschichte
Das eingeschossige Gebäude, ein Hallenhaus mit Putzausfachung, einem Reetdach als Krüppelwalmdach mit dem ehem. Eulenloch am Dachfirst sowie einem großen Eingang im früheren Tor an der Giebelseite wurde als kleineres Bauernhaus gebaut. Es steht auf dem Areal eines größeren ehemaligen Bauernhofs und dient heute als Wohnhaus.